# Baskijska općinska zajednica

Baskijska općinska zajednica (Francuska: Communauté Pays Basque, baskijski: Euskal Herri Elkargoa), službeno communauté d’agglomération du Pays Basque  (Aglomeracijska zajednica Baskije), francuska aglomeracijska zajednica smještena u departmanu Pyrénées-Atlantiques, u regiji Nouvelle-Aquitaine, stvorena 1. siječnja 2017. godine.